# Line
Line és una aplicació de missatgeria instantània per telèfons intel·ligents i ordinadors. Els usuaris de Line també poden fer servir aquesta aplicació per enviar imatges, vídeos i missatges d'àudio. També permet fer trucades VoIP a través de la connexió a Internet dels dispositius utilitzats. Aquesta aplicació està disponible a més de 230 països.
Actualment compta amb 360 milions d'usuaris, sent el client de missatgeria mòbil més utilitzat al món després de WhatsApp. Respecte a aquest té els avantatges de tenir versió per a escriptori, que és molt més segur i que és de franc, a més d'una interfície més variada i la possibilitat d'enviar stickers, una mena d'emoticones més evolucionades.

## Inicis
Line va ser llançat al mercat el 23 de juny de 2011 per la companyia NHN del Japó, que també porta el portal Naver. Després del terratrèmol que va afectar la regió de Tōhoku, la companyia va decidir crear una aplicació per telèfons intel·ligents, tablets i ordinadors, ja que els serveis de telefonia del país van caure. Primer l'aplicació va servir perquè els treballadors de la companyia es comuniquessin entre ells, però dos mesos més tard va sortir a la llum.
El nom de l'aplicació va sorgir del fet que moltes persones feien cua a les cabines telefòniques, ja que al Japó els telèfons públics estan programats per tenir prioritat davant de la resta de xarxes telefòniques durant i després d'un terratrèmol.
A l'octubre de 2011 Line va sofrir una sobrecàrrega en el servidor per la gran quantitat d'usuaris que es van unir a l'aplicació, la qual cosa va provocar talls i retards en l'entrega de missatges. Després d'això, NHN van establir HBase com lloc d'emmagatzematge per als perfils dels usuaris, contactes i grups.
Actualment, Line arriba als més de 75 milions d'usuaris arreu del món, la gran majoria es troba al Japó.

## Competència amb altres aplicacions
Line s'ha convertit en el principal rival de la resta d'aplicacions de missatgeria instantània, com Whatsapp, Viber o ChatOn.
Els principals atractius d'aquesta aplicació són:
-	La possibilitat de fer trucades a través d'Internet
-	Es tracta d'una aplicació totalment gratuïta
-	Podem utilitzar-la des de Windows i Mac, no només des de tablets o smartphones
-	La utilització de Stickers
-	La possibilitat d'adquirir altres aplicacions gratuïtes que es poden usar dins de l'original (Line Camera, Line Card o Line Brush)
A més de tot això, Line disposa d'un perfil en el que l'usuari pot escriure un missatge o publicar una fotografia i els seus contactes ho poden comentar. Això fa que aquesta aplicació combini el sistema de missatgeria tradicional amb el funcionament propi d'una xarxa social.

## Stickers
Els anomenats Stickers (adhesiu, en anglès) són una sèrie d'emoticones que podem trobar en Line. Aquestes emoticones es poden enviar a través de l'aplicació als altres contactes. En comparació a les emoticones que es podrien trobar en altres aplicacions, els Stickers són d'una mida major i tenen una estètica semblant a l'animació japonesa. Els més coneguts són els d'un os, els d'un conill i els d'un noi de cap rodó i blanc anomenat Moon.
La companyia cobra als usuaris per descarregar-se alguns nous paquets de Stickers, amb la qual cosa ingressen milions de dòlars.

## Altres aplicacions dintre de Line
L'aplicació també ens dona la possibilitat d'adquirir altres aplicacions gratuïtes que es poden utilitzar dins de la principal. Aquestes aplicacions són:

### - Line Camera
Amb aquesta aplicació els usuaris poden modificar i decorar les seves fotos amb Stickers i marcs. Aquestes imatges, a més de compartir-les en Line es poden compartir en altres xarxes socials. Es podria comparar amb l'aplicació d'Instagram. Disponible per Android i iPhone.

### - Line Card
Permet als usuaris enviar targetes de felicitació als seus contactes pel seu aniversari i altres celebracions. En aquestes targetes els usuaris poden escriure un missatge personal. Está disponible per Android i iPhone.

### - Line Brush
Aquesta aplicació permet fer dibuixos i enviar-los als contactes. També permet pintar a sobre d'una fotografia. Está disponible per Android i iPhone.

## Line per a PC o MAC
Existeix una versió de Line que es pot descarregar en Windows o MAC des de la qual es pot accedir al compte i enviar missatges als contactes, tal com es fa amb un smartphone o una tablet. Per utilitzar la versió d'ordinador, és necessari registrar un correu electrònic des de l'aplicació per a smartphones.

## Line a Espanya
Als seus inicis Line no va causar gran impacte sobre la societat Espanyola, ja que la principal aplicació de missatgeria instantània que s'utilitza al país és Whatsapp. Tot i així, en l'últim any, Line ha augmentat els seus usuaris espanyols fins a arribar als 10 milions només en el territori.
L'augment de descàrregues i d'usuaris es deu en part al fet que Whatsapp va anunciar que el seu servei seria de pagament anual. A banda d'aquest fet, Line va començar a fer més propaganda per la web i va realitzar un anunci on sortien Hugo Silva i Michelle Jenner com a protagonistes, que es va emetre per televisió.